# Tustin
Tustin är en stad (city) i Orange County, i delstaten Kalifornien, USA. Enligt United States Census Bureau har staden en folkmängd på 76 689 invånare (2011) och en landarea på 28,7 km².